# Могилёвская мужская гимназия
Могилёвская мужская гимназия (Могилевская мужская гимназия им. императора Александра I Виленского учебного округа) — среднее учебное заведение в Могилёве во времена Российской империи. После революции 1917 года гимназия была преобразована в школу 2-й ступени. В 1920-х годах она была белорусской, с 1928 года — еврейской, с 1938 годов — снова белорусской, но с русским языком обучения.

## История
До вхождения могилевских земель в состав Российской империи (1772) здесь не было государственных школ; они принадлежали либо православной, либо католической церкви. Первым казённым учебным заведением стало, открытое в 1789 году, Главное народное училище. 15 сентября 1809 года Могилёвское Главное народное училище было торжественно преобразовано в мужскую гимназию из 3-х классов. Почти все учителя и ученики училища вошли в состав гимназии: помещение осталось прежнее — три ветхих здания, принадлежащих городу.
Первый выпуск гимназии состоялся в 1814 году: он состоял из одного ученика — Якова Бышевского; на следующий год выпускников было двое: Кондрат Грум (Кондрат Иванович Грум-Гржимайло) — будущий врач, издатель медицинской газеты «Друг здоровья», автор ряда книг по уходу за здоровьем ребёнка, и Александр Рогунский. В 1819 году гимназию окончил Михаил Вронченко.
В 1825 году в гимназии девять учителей обучали всего 34 человека. С преобразованием гимназии по Уставу 1828 года попечителем нового учебного округа были возбуждены усиленные ходатайства перед военным министром об уступке гимназии здания Главной квартиры 1-й Армии, переведенной в начале 1830 года в Киев. В результате, в конце лета 1830 года гимназия переселилась в уступленные ей здания — двухэтажный каменный дом и девять деревянных флигелей, на лучшей городской улице, в центре города. Вместе с нею в этих же зданиях поместились уездное училище и ланкастерская школа. Гимназия стала семиклассной и число учащихся начало резко расти: в 1836 году в ней обучалось уже 292 человека, а в 1846—462; в основном это были дети дворян. Кроме того, в 1838 году при гимназии был открыт пансион для учащихся-дворян. Однако в 1844 году в выпуске был опять один учащийся — Адам Висковский. Из выпускников этого периода известность получили Василий Бардовский (вып. 1826), Иван Лазаревич (вып. 1846) и Константин Гортынский (вып. 1847), а также тайные советники — Николай Москальский (вып. 1850) и Станислав Миллер (вып. 1855).
Восстание 1863 года захватило и Могилёвскую гимназию. Рапорты директора того периода, сохранившиеся в архиве, полны отчаяния, бессилия навести хоть какой-нибудь порядок. Гимназия была временно закрыта, часть учителей уволена, часть арестована. Новый директор гимназии усилил надзор за учениками. В это время здесь учились: революционер-народник Сергей Ковалик (вып. 1865) и сенатор Иван Фойницкий (вып. 1864, с золотой медалью), будущий первый президент сената Территория Гавайи Николай Судзиловский и астроном Дмитрий Дубяго (оба окончили гимназию с золотыми медалями в 1868 году).

## Учащиеся гимназии
В Могилёвской гимназии учились также будущие издатели многотомного энциклопедического словаря братья Александр и Игнатий Гранат, медики Ерофей Костенич и Николай Стельмахович (оба — вып. 1876), генералы Михаил Черняев и Иван Дружина-Артёмович (вып. 1874), разносторонний учёный и исследователь Севера Отто Шмидт, публицист и поэт Валентин Вольпин, геологи Александр Карножицкий (вып. 1885, с золотой медалью) и Михаил Громыко (бел. Міхайла Грамыка) (вып. 1885), математик Айзик Лурье (вып. 1886, с серебряной медалью), юрист Николай Кравченко (вып. 1899), революционеры Григорий Исаев (вып. 1876) и Пантелеймон Лепешинский (вып. 1886), а также отец Л. Д. Ландау — Давид Львович Ландау (вып. 1884, с золотой медалью) и отец Н. Н. Крестинского — заслуж. преподаватель 2-й Виленской гимназии Н. Крестинский, С. Л. Войцеховский (1912—1915).

## Директора
- 1808—1815 Самсон Васильевич Цветковский
- 1815—1819 Ермолай Васильевич Гриневич (до 1816 года преподавал в гимназии всеобщую историю, а также географию и статистику)
- 1819—1825 Герасим Мартинович Кутневич (одновременно преподавал польскую литературу)
- 1825—1833 Пётр Николаевич Кошко
- 1833—1844 Василий Васильевич Кислов
- 1834—1837 Иродион Яковлевич Ветринский
- 1837—1839 Павел Осипович Скарабелли[4]
- 1839—1850 Вениамин Степанович Покровский
- 1850—1851 Михаил Кириллович Иващенко
- 1851—1853 Василий Алексеевич  Модестов
- 1853—1857 Аким Герасимович Андриевский
- 1857—1861 Михаил Максимович Богоявленский
- 1861—1862 Пётр Николаевич Яниш
- 1862—1867 Андрей Иванович Глушицкий
- 1867—1872 Николай Михайлович Арнольд
- 1872—1876 Иван Васильевич Коленко
- 1876—1886 Матвей Васильевич Фурсов
- 1886—1891 Николай Андреевич Адо
- 1891—1896 Александр Фавстович Пигулевский
- 1896 — август 1918 Иван Владимирович Свирелин